# Michnauka
Michnauka (biał. Міхнаўка; ros. Михновка, Michnowka) – wieś na Białorusi, w obwodzie homelskim, w rejonie brahińskim, w sielsowiecie Wuhły. W 2009 roku liczyła 27 mieszkańców.